# 月令
月令（げつれい、がつりょう）とは漢籍の分類のひとつで、月ごとの自然現象、行事、儀式、農作業などを記したものを言う。時令（じれい）とも呼ぶ。古代の制度・習俗や農業技術を知るために重要である。

## 分類
四部分類における月令の位置は、各目録ごとに異なる。『隋書』経籍志は『四民月令』を子部の農家に、『玉燭宝典』を雑家の中に含める。『旧唐書』も同様だが、『新唐書』芸文志では『四民月令』『玉燭宝典』『荊楚歳時記』をまとめて農家に分類する。
北宋の『崇文総目』は史部に「歳時類」という独立した分類を立てた。『直斎書録解題』では「時令類」、『通志』では礼類の「月令」とする。『四庫全書総目提要』では史部に「時令類」を設けている。

## 歴史
『詩経』豳風・七月では月ごとの自然現象や農作業をうたっており、月令の原始的な形と見なすことができる。
月令の代表としては『呂氏春秋』十二紀、および十二紀から季節に関係する部分を抜きだした『礼記』月令篇がある。
日本では平安時代の惟宗公方『本朝月令』（4月から6月までが残る）が、朝廷の年中行事を記す。

## 代表的な月令
- 『夏小正』（もと『大戴礼記』の1篇）
- 『逸周書』時訓解（『逸周書』には月令篇もあったが現存せず）
- 秦、呂不韋『呂氏春秋』十二紀
- 『礼記』月令
- 前漢、劉安『淮南子』時則訓
- 後漢、崔寔『四民月令』
- 梁、宗懍『荊楚歳時記』
- 隋、杜台卿『玉燭宝典』
- 唐末五代、韓鄂『四時纂要』『歳華紀麗』
- 南宋、陳元靚『歳時広記』
- 元、魯明善『農桑衣食撮要』